# 법인류학
법인류학(法人類學, legal anthropology) 또는 법민속학(法民俗學)은 민속학적 법학, 인류학적 법학이라고도 불리며, 비교 법학과 법사학에 걸치는 인류 법사학의 1분과를 이루는 동시에 문화인류학의 1분과도 이루고 있다.
본래는 넓게 고금동서의 여러 민족의 법생활·법제도의 비교 연구를 통해서 법의 진화·발달에 관한 보편적인 법칙을 발견하는 것을 목적으로 하고 있으나, 현재는 미개·원시의 여러 민족의 법생활의 연구에 중점을 두고 있다. 폴란드의 브로니스와프 말리노프스키가 유명하다.

## 같이 보기
- 인류학
- 법의인류학
- 법사회학
- 법철학